# Constitución de Kentucky

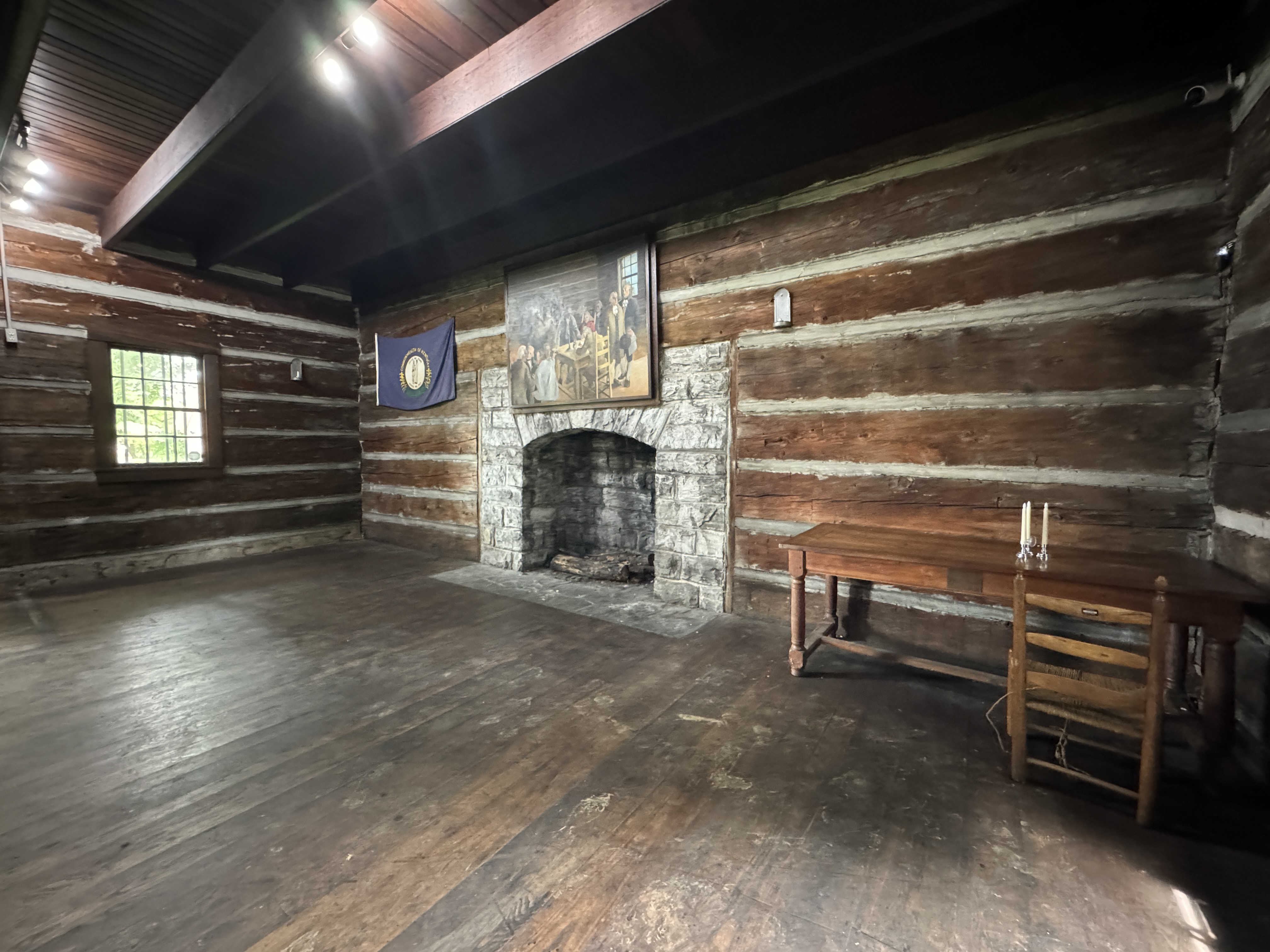
Una réplica del palacio de justicia donde se celebró la primera Convención Constitucional en Danville, Kentucky, en 1784.

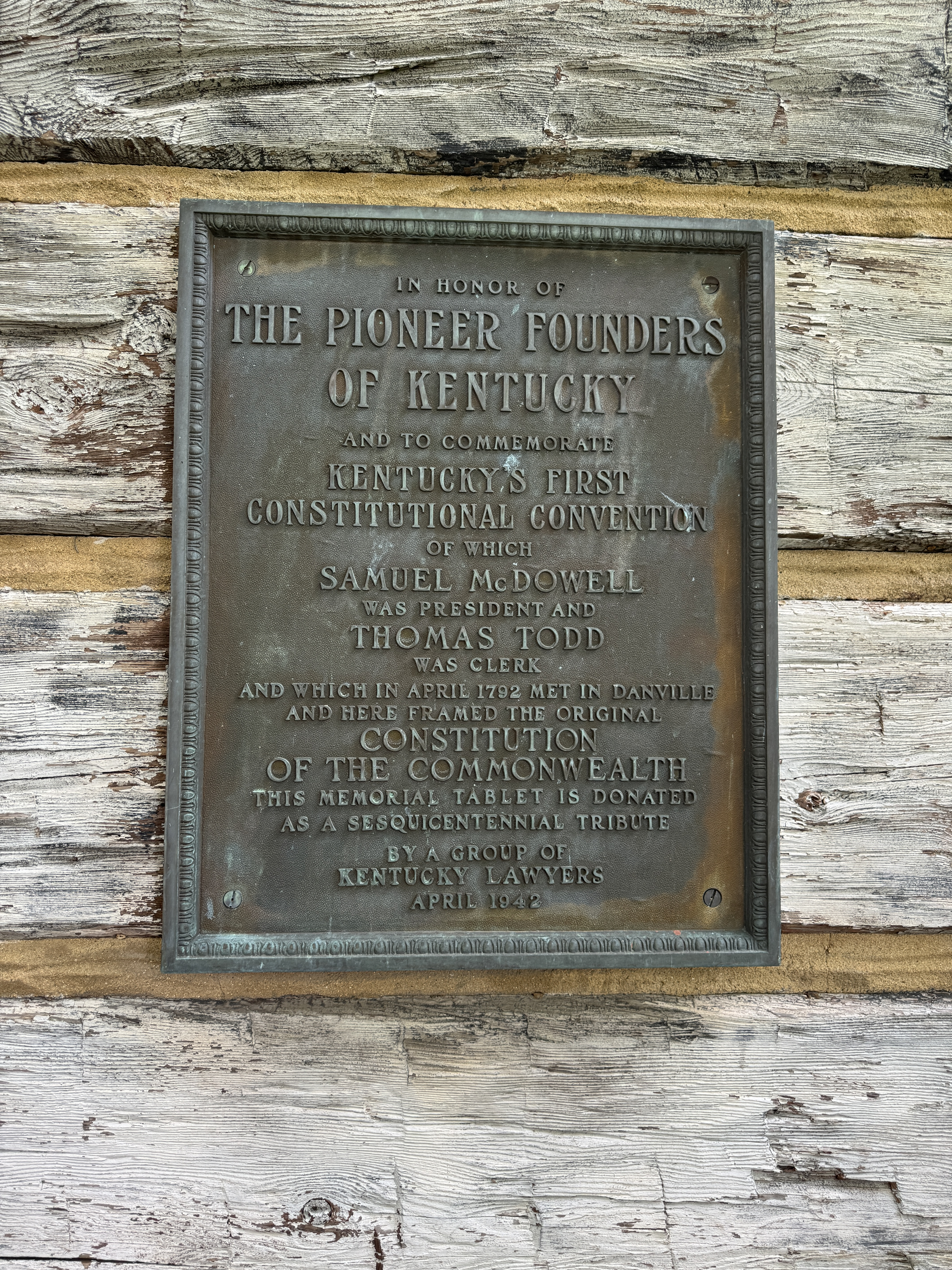
Una placa que conmemora la primera Convención Constitucional en Danville, Kentucky en 1784.

La Constitución de la Mancomunidad de Kentucky es el documento que gobierna la Mancomunidad de Kentucky. Fue adoptada por primera vez en 1792 y desde entonces ha sido reescrita tres veces y enmendada muchas más. Las versiones posteriores se adoptaron en 1799, 1850 y 1891.

## La Constitución de 1792
La primera convención constitucional de Kentucky fue convocada por el coronel Benjamin Logan el 27 de diciembre de 1784 en Danville, la sede del Condado de Lincoln, Virginia. Durante los siguientes ocho años, se convocaron diez convenciones constitucionales, cada una de las cuales logró algún avance hacia una constitución viable. La primera constitución del estado fue aceptada por el Congreso de los Estados Unidos el 1 de junio de 1792, convirtiendo a Kentucky en el decimoquinto estado.
La Constitución de 1792 tenía varias similitudes con la Constitución de los Estados Unidos, ya que preveía tres ramas de gobierno (legislativa, ejecutiva y judicial) y una legislatura bicameral llamada Asamblea General . El documento contenía una declaración de derechos y exigía un colegio electoral para elegir a los senadores y al gobernador del estado (los representantes eran elegidos por elección popular).
En la Constitución de 1792 se incluyeron algunas ideas relativamente nuevas. Una de ellas fue la estipulación de que la Asamblea General votara mediante papeletas en lugar de a viva voz. También se estableció el requisito de que la representación en la Asamblea General se basara en la población, no en la geografía.
La Constitución de 1792 fue vista como un experimento y exigió una reevaluación del documento a finales del siglo.

## La Constitución de 1799
Los votantes de Kentucky convocaron una segunda convención constitucional en 1799. La Constitución de 1799 abolió el colegio electoral, permitiendo que los senadores, representantes, el gobernador y el recién creado cargo de vicegobernador fueran elegidos directamente . Además de nombrar jueces, al gobernador se le dio el poder de nombrar una serie de cargos locales, incluidos alguaciles, médicos forenses y jueces de paz. Si bien amplió el poder del gobernador, la Constitución de 1799 también impuso límites de mandato al gobernador, estipulando que un gobernador no podía sucederse a sí mismo en el cargo durante un período de siete años. La membresía en ambas cámaras de la Asamblea General también fue limitada.
En cierto sentido, la Constitución de 1799 fue una regresión. Se eliminó la idea progresista de votar por papeleta en la Asamblea General. Ninguna de las dos primeras constituciones de Kentucky preveía un método de enmienda, y la Constitución de 1799 hizo aún más difícil convocar una convención constitucional.
La Constitución de 1799 también fue regresiva para los negros. Mantuvo intactas las disposiciones pro esclavitud de la constitución original, pero fue un paso más allá al privar de sus derechos a los negros, mestizos e indios libres.

## La Constitución de 1850
En 1828, algunos miembros de la Asamblea General comenzaron a pedir una nueva convención constitucional. Sin embargo, como la Constitución de 1799 hacía que la convocatoria de una convención fuera una tarea tan ardua, se necesitaron más de veinte años para convocarla, la cual finalmente se reunió en Frankfort el 1 de octubre de 1849.
Un elemento importante de insatisfacción con la Constitución de 1799 fue el nombramiento de tantos funcionarios por parte del gobernador. Esto se abordó en la Constitución de 1850 al hacer que todos los funcionarios estatales, incluidos los jueces, fueran elegidos por el pueblo e imponer límites de mandato para esos cargos. 
Si bien la Constitución de Kentucky siempre había contemplado la protección de la propiedad de los esclavos, las fuerzas proesclavistas buscaron y recibieron protecciones aún mayores en la Constitución de 1850. Entre las nuevas disposiciones figuraba el requisito de que los esclavos y sus descendientes permanecieran en el estado y que a los ministros religiosos (que se pensaba que eran en gran medida antiesclavistas) se les prohibía ocupar el cargo de gobernador o escaños en la Asamblea General. 
Sin embargo, la mayor parte de las reformas de la Constitución de 1850 se reservaron para la Asamblea General, cuyos gastos se habían descontrolado. El número de miembros del Senado se fijó en 38 y el de la Cámara de Representantes, en 100. Las sesiones de la Asamblea General se limitaron a sesenta días cada dos años, y para ampliarlas se necesitaba una mayoría de dos tercios. 
La Constitución de 1850 también creó un fondo de amortización para la liquidación de la deuda del estado, que había ascendido a 4,5 millones de dólares. Para evitar que la deuda aumentara demasiado en el futuro, la Constitución de 1850 estableció un máximo de 500.000 dólares de endeudamiento para el estado. En ese momento, esto representaba aproximadamente un año de ingresos para el estado, pero esta disposición sigue vigente en la Constitución actual de Kentucky, a pesar de que los ingresos en el año fiscal 2001-2002 fueron de aproximadamente 6.500 millones de dólares. 
Otra disposición anticuada de la Constitución de 1850 que sobrevive en la Constitución actual es la inelegibilidad para cargos públicos de cualquier persona que haya participado en un duelo desde la ratificación de la Constitución de 1850. Si bien la relevancia de esta prohibición puede ser discutida ahora, podría haber descarrilado la elegibilidad del gobernador William Goebel para cargos públicos en la década de 1890.

## La Constitución de 1891
La ratificación de las Enmiendas Decimotercera , Decimocuarta y Decimoquinta a la Constitución de los Estados Unidos después de la Guerra Civil proporcionó el impulso para otra convención constitucional, ya que gran parte de la constitución existente brindaba protección a la propiedad esclavista y ahora estaba en desacuerdo con la Constitución Federal. Sin embargo, esto requirió que una mayoría de los votantes en las dos elecciones anteriores votarán a favor de una convención, una medida que fracasó cada dos años desde 1873 hasta 1885, recibiendo finalmente la mayoría necesaria en 1888 y 1889 después de que la Asamblea General solicitara un registro de todos los votantes elegibles en 1887. La convención comenzó el 8 de septiembre de 1890.
Por primera vez, la ratificación de la Constitución requería un referéndum ciudadano. Al mismo tiempo, la Constitución de 1891 no hizo mucho por mejorar el difícil proceso de convocar una convención constitucional. Esto dio lugar a convocatorias fallidas de convenciones constitucionales posteriores en 1931, 1947, 1960 y 1977. La Convención de 1891 proporcionó, por primera vez, un medio de enmienda que ha sido utilizado por la Asamblea General para mantener un documento centenario en cierta medida vigente.
Las decisiones judiciales también han ayudado a adaptar la constitución actual a los tiempos modernos. Por ejemplo, la Constitución de 1891 limitó los salarios de los funcionarios estatales a 5.000 dólares. Una enmienda de 1949 aumentó esta cifra a 12.000 dólares, pero pronto se hizo evidente la dificultad de mantener la cifra actualizada. El caso de la Corte Suprema de Kentucky de 1962 , Matthews v. Allen, abordó este problema al opinar que la única forma de mantener adecuados los salarios de los jueces de circuito , como lo exige la Sección 133 de la constitución, era permitir que la Asamblea General ajustara la cifra de 12.000 dólares de la Sección 246 para tener en cuenta el valor de un dólar en 1949.
A pesar de algunas disposiciones que algunos consideran anticuadas, la Constitución de 1891 (con sus modificaciones) sigue siendo la constitución que rige la Commonwealth en la actualidad.

## Enmiendas notables

### 1992
En 1992 se aprobaron varias enmiendas a la Constitución de Kentucky. Una enmienda importante eliminó la restricción de que el gobernador no podía sucederse a sí mismo en el cargo. Según la enmienda de 1992, el titular puede buscar un mandato adicional antes de quedar inelegible durante cuatro años. La enmienda se redactó de manera que no se aplicara al entonces titular del cargo (Brereton Jones), lo que significa que el primer gobernador al que se aplicó la enmienda fue elegido en 1995 (Paul Patton).
Las enmiendas de 1992 a la Constitución de Kentucky cambiaron significativamente el cargo de vicegobernador. Anteriormente, el vicegobernador se convertía en gobernador interino cuando el gobernador se encontraba fuera del estado. Desde que las enmiendas entraron en vigor, el vicegobernador solo asume los poderes de gobernador cuando el gobernador se encuentra incapacitado.
Las enmiendas también eliminaron los deberes del vicegobernador en el Senado; anteriormente, el vicegobernador emitía el voto de desempate en el Senado.
Por último, las enmiendas permiten que los candidatos a gobernador y vicegobernador se presenten en una sola lista. Antes de las enmiendas, los dos cargos a veces estaban ocupados por miembros de diferentes partidos.

### 1996
En 1996, se enmendaron las secciones 180 y 187 de la Constitución de Kentucky para eliminar el lenguaje que permitía a los gobiernos locales imponer un impuesto electoral a cada persona que residiera dentro del condado o la ciudad, y para eliminar el lenguaje que requería que se mantuvieran escuelas separadas para niños "blancos" y "de color".

### 2004
En 2004, Kentucky se convirtió en el cuarto estado en enviar una enmienda constitucional que prohibía las uniones entre personas del mismo sexo a los votantes del estado. El día de las elecciones de ese año, Kentucky se unió a otros 10 estados en aprobar una enmienda de ese tipo, con los votantes aprobándola por un margen de 3 a 1. El texto de la enmienda dice:
En Kentucky, sólo será válido o reconocido como matrimonio el matrimonio entre un hombre y una mujer. No será válido ni reconocido un estatus legal idéntico o sustancialmente similar al del matrimonio para personas no casadas. 
Esta disposición quedó sin efecto en 2015 cuando la Corte Suprema de Estados Unidos dictaminó en Obergefell v. Hodges que el derecho fundamental a casarse está garantizado a las parejas del mismo sexo tanto por la Cláusula del Debido Proceso como por la Cláusula de Igual Protección de la Decimocuarta Enmienda a la Constitución de los Estados Unidos.